# 101 Batalion Schutzmannschaft
101 Batalion Schutzmannschaft – kolaboracyjny batalion policyjny Schutzmannschaft złożony z Ukraińców, Białorusinów i Rosjan podczas II wojny światowej

## Historia
Został sformowany w lutym 1942 w Starokonstantynowie. W jego skład weszli Ukraińcy ze zlikwidowanego Kurenia Bukowińskiego. Następnie został uzupełniony Rosjanami i Białorusinami. Na czele batalionu stanął były major Armii Czerwonej Więcesław A. Murawiow. Oddział ochraniał linie komunikacyjne w rejonie Starokonstantynowa. W listopadzie 1942 batalion brał udział w wymordowaniu ok. 12000 Żydów z getta w Starokonstantynowie.  W lipcu 1943 r. przeniesiono go na okupowaną Białoruś, gdzie zwalczał partyzantkę. W marcu 1944 r. wyszedł ze struktur policyjnych. Był wówczas nazywany nieformalnie Fremdvolkische Bataillon „Murawjew” lub Freiwillige-Einsatz-Bataillon „Murawjew”. W lipcu tego roku został przekształcony w 23 Rosyjsko-Ukraiński Batalion SD.